# バイスングル (シャー・ルフの子)
バイスングル（Gīāṭ al-dīn Bāysonḡor、1397年 - 1433年）とは、ティムール朝の王族。シャー・ルフの三男。生母はガウハール・シャード・アーガー。
日本語ではバーイスングル、バイソンゴルとも表記される。

## 生涯
1420年の黒羊朝遠征に従軍、タブリーズ攻撃を命じられ、ジャライル朝下で保護を受けていた書家や画家、そして写本を伴ってヘラートに帰還した。
1431年にアストラバード（グルガーン）の知事に任じられた。ワインを愛飲したが酒量が度を越していたために健康を害し、36歳の若さで早世した。
詩、絵画、音楽に造詣が深く、宮廷で学者芸術家を厚く保護し、特に写本の作成に情熱を傾けた。
彼の宮廷では書家、画家、鍍金師、彩飾家、製本職人などの23人の専門家が写本の作成に従事し、
その写本は紙質、挿絵、装丁のいずれにおいても高い品質を誇った。
彼自身も写本の作成に携わり、代表作に『シャー・ナーメ』『カリーラとディムナ』『薔薇園』の写本がある。
『カリーラとディムナ』はイスラム世界で多くの写本が制作されたが、バイスングルの宮廷で制作された写本は特に質が高く、
挿絵の色彩、ページの余白にまで及ぶ表現が評価されている。
また、彼の宮廷では写本以外に絨毯、織物、タイル、宝石、天幕などの工芸品や庭園のデザインも行われていた。
東洋史研究者の間野英二は、バイスングルの写本事業とヘラートで行われていた建築事業の関連性を指摘した。
間野によれば、高名な技術者たちがシャー・ルフ、ガウハール・シャード・アーガーの建築事業に動員されていたため建築事業を行えず、
やむなく写本の制作に携わったというのである。